# Крајша (кефалија)
Крајша (умро после 1367) је био кефалија Требиња и Конавла у служби Војислава Војиновића и кнегиње Гојиславе.

## Биографија
Крајша је на месту кефалије Конавла и Требиња сменио погинулог Милмана највероватније још за живота Војислава Војиновића, 1361. године. У изворима га први пут срећемо 1365. године. Кефалија који је на инсистирање цара Уроша 1362. године склопио примирје између Дубровника и Војислава не наводи се именом. Конавоски „cephalia Canalis" је као изасланик кнегиње Гојиславе (Војиславове удовице) примио 28. марта 1367. године 900 перпера на име кумерка солског. Урош је две године овај трибут даровао Гојислави. Следеће године је Крајша, заједно са Рујом из Требиња, поново примио исту количину новца из истих разлога. О Крајшином ступању у службу Николе Алтомановића нема података, али се може претпоставити да се на овом положају задржао непосредно након доласка Николе на власт. Обрад Зорка, будући кефалија, јавља се тек маја 1371. године. 